# Hinterfeldangriff
Als Hinterfeldangriff wird im Volleyball ein Angriffsschlag eines hinten (auf den Positionen 1, 5 oder 6) stehenden Feldspielers bezeichnet. Da die drei in der Grundaufstellung hinten stehenden Spieler keinen normalen Netzangriff (mit Ballkontakt oberhalb der Netzkante) durchführen dürfen, gilt bei einem Hinterfeldangriff die Regel, dass der angreifende Spieler hinter der Angriffslinie, welche das vordere Drittel des Spielfeldes abgrenzt, abspringen muss. In diesem Fall darf der Ball dann auch vom Hinterspieler oberhalb der Netzkante geschlagen werden.
Ein Musterbeispiel für einen Hinterfeldangriff lieferte der Brasilianer Dante bei den Olympischen Spielen 2004. Ein weiteres Musterbeispiel ist Yuki Ishikawa beim Men‘s World Cup 2019.